# Cornelio
Cornelio (c. 180, Roma-junio de 253, Civitavecchia) fue el 21.er papa de la Iglesia católica, de 251 a 253.
Después del martirio de su predecesor el Papa Fabián, arreció la persecución del emperador Decio, lo que provocó que hubiera que esperar dieciocho meses hasta que, fallecido aquel, resultase elegido Cornelio como nuevo pontífice.
Las persecuciones de Decio habían provocado entre los cristianos un elevado número de apostasías al renunciar a su fe. Estos cristianos apóstatas fueron conocidos como lapsi (que en latín significa «caídos») y provocarían un nuevo cisma durante el pontificado de Cornelio.
En efecto, mientras el Papa Cornelio, apoyado por el obispo de Cartago San Cipriano, era partidario de la readmisión en el seno de la Iglesia de los apóstatas, el presbítero romano Novaciano quien fue el primer teólogo en escribir sus tratados en latín, era totalmente opuesto a dicho perdón ya que opinaba que la Iglesia tenía que estar compuesta de Santos y por tanto aquellos que hubieran pecado mortalmente tenían que ser excluidos (Novacianismo). 
El enfrentamiento de ambas posturas provocó que Novaciano se hiciera nombrar por tres obispos como Papa y fundara la Iglesia de los puros (katharoi) que perduraría hasta el siglo VII. Esto hizo que se convocara un sínodo en otoño de 251 en el que se condenó y excomulgó a Novaciano.
En el año 252 las persecuciones contra los cristianos se reiniciaron y Cornelio fue desterrado a Civitavecchia por el emperador Treboniano Galo, quien al parecer le acusó de ofender a los dioses romanos y provocar con ello una epidemia en Roma, fue posteriormente encarcelado y falleció, tras sufrir martirio, el 14 de septiembre de 253. Su cuerpo fue trasladado en 283 a las Catacumbas de San Calixto. 
Sus reliquias fueron luego trasladadas a una basílica encargada por el papa León I y luego el papa Adriano I las llevó a la domus culta de Capracoro (cerca de la zona de Montegelato, en Mazzano Romano), donde el pontífice tenía su casa paterna. En la época del papa Gregorio IV su cuerpo descansó en la Basílica de Santa María en Trastevere. En ese momento parte de las reliquias fueron llevadas a Compiègne, Francia, mientras que en la segunda mitad del siglo XVIII otras partes de su cuerpo fueron trasladadas como reliquias a la Iglesia de los Santos Celso y Giuliano. y recientemente se ha encontrado un relicario en la Iglesia de Santa María de Cappella de Roma con la inscripción en latín de Petrus Ap., Anastasius, Melixm y Cornelius.
San Cornelio y San Cipriano son patronos de la localidad burgalesa de Berberana y la localidad leonesa de Reliegos. También de Bembrive (Vigo).